# Gottfried Fritsch

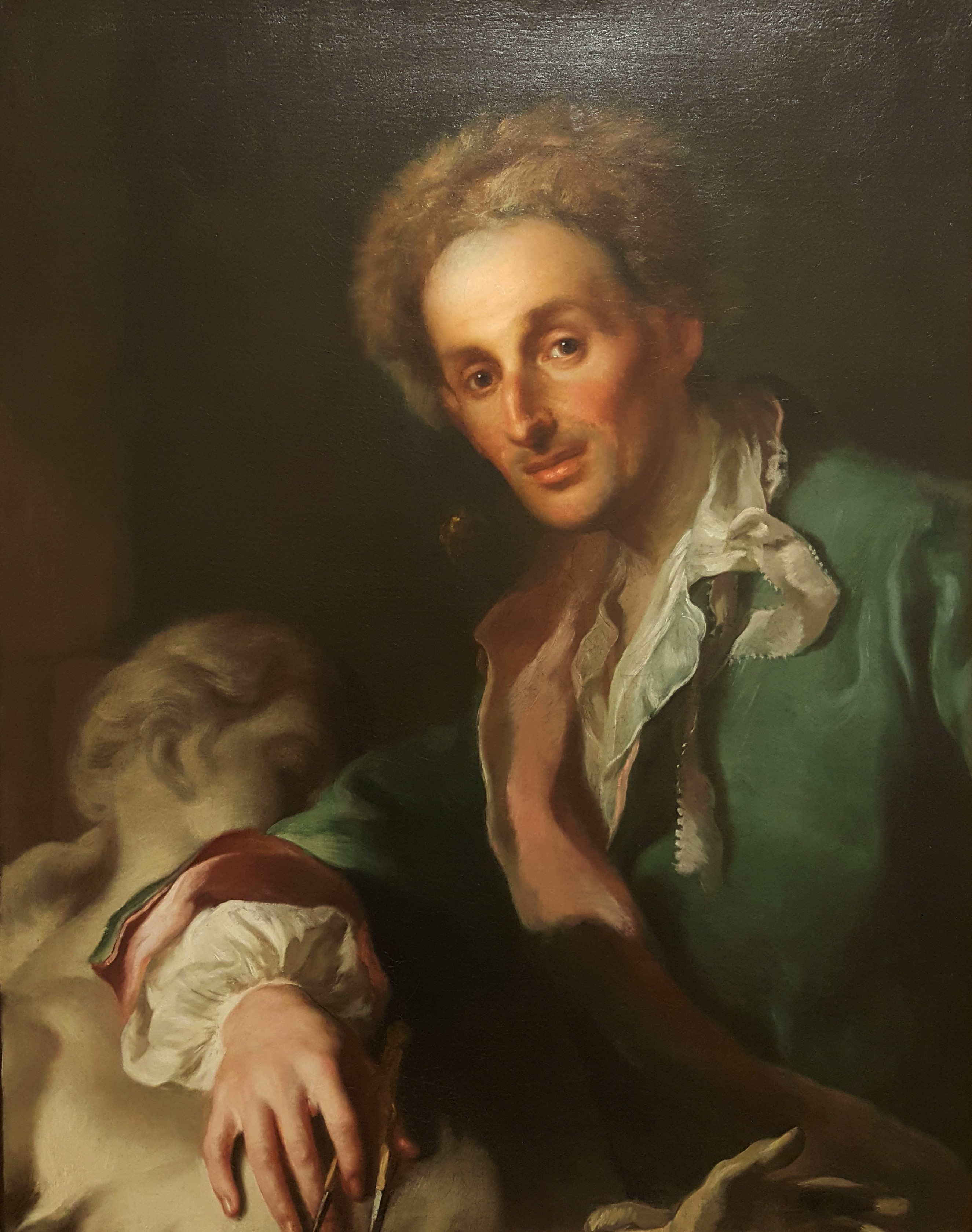
Gottfried Fritsch

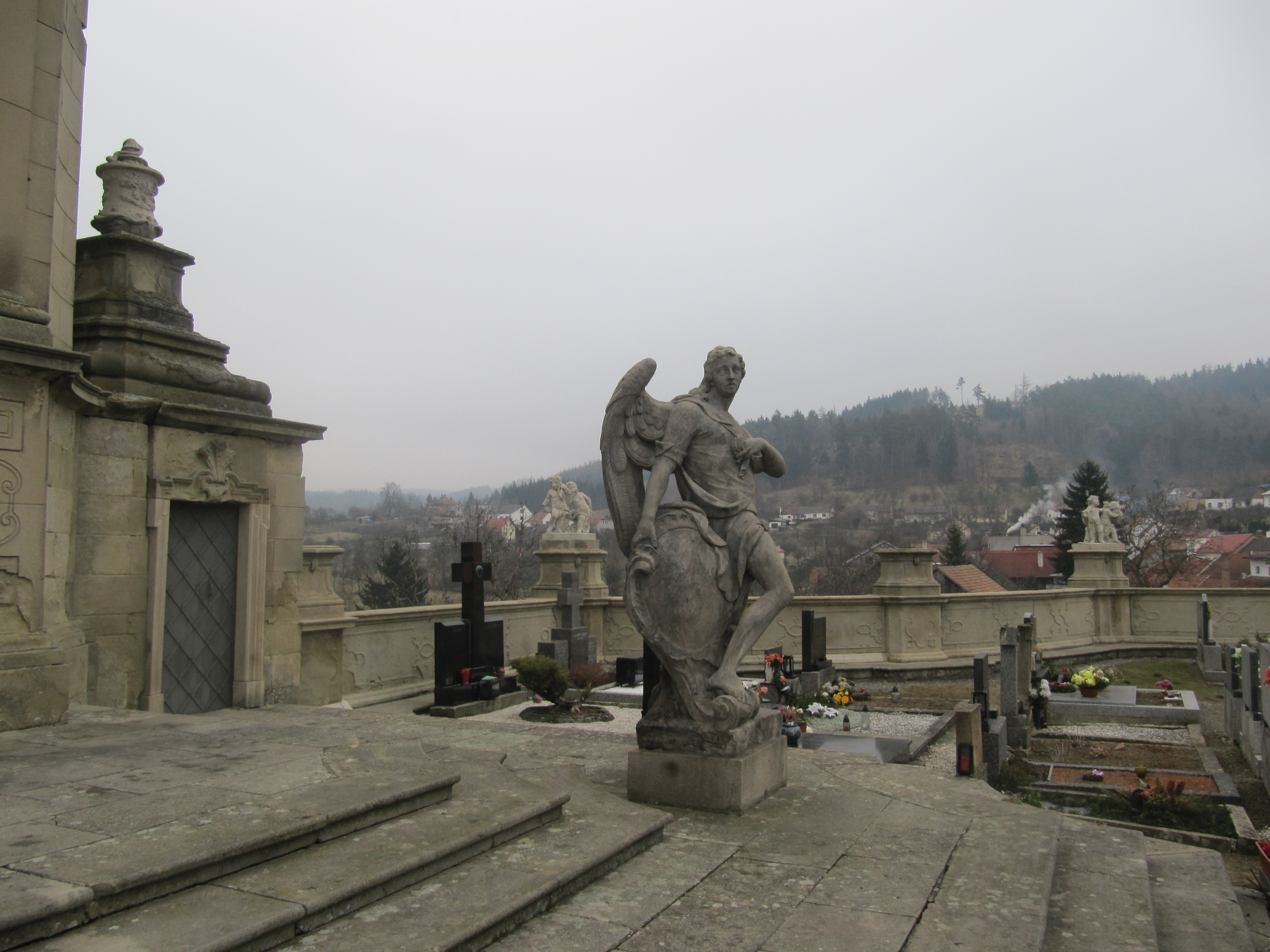
Engelsfigur auf dem Friedhof in Střílky

Gottfried Fritsch (* um 1706 in Schlesien; † 6. Oktober 1750 in Tobitschau) war ein österreichischer Bildhauer schlesischer Herkunft.
Fritsch absolvierte eine Lehre im Atelier des Bildhauers Andreas Zonner in Olmütz. Mit dessen Unterstützung konnte er später seine Ausbildung an der Kunstakademie in Wien fortsetzen. Wahrscheinlich war dort Raphael Donner einer seiner Lehrer.
Von Wien kehrte er in den politisch schwierigen Zeiten (Erster Schlesischer Krieg) in seine Heimat zurück und arbeitete fast ausschließlich für verschiedene Kirchengemeinden. 1741 holte ihn der Paulanerorden nochmals nach Wien um ihre Kirche mit einem passenden Hauptaltar auszuschmücken.
Seine Engelsfigur für den Friedhof in Střílky, an den Ausläufern des Marsgebirges (Bistum Olmütz) zählte zu den bedeutendsten von Fritsch; auf demselben Friedhof schuf er auch noch eine Gruftkapelle.

## Werke (Auswahl)
- 1739 Hochaltar der Wallfahrtskirche in Wranau bei Brünn
- 1741 Altar der Paulanerkirche (Wien)
- 1740 Hauptaltar der Kathedrale St. Peter in Fünfkirchen
- 1740 Engelsfigur auf dem Friedhof von Střílky (Mähren)